# جیمی آیووی
جیمی آیووی (انگلیسی: Jaime Ayoví؛ زادهٔ ۲۱ فوریهٔ ۱۹۸۸) یک بازیکن فوتبال اهل اکوادور است.
وی همچنین در تیم ملی فوتبال اکوادور بازی کرده‌است.